# Marine Corps Base Camp Lejeune

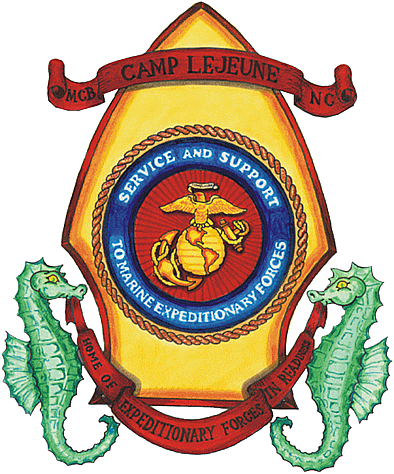
Logo von Camp Lejeune

Das Marine Corps Base (MCB) Camp Lejeune ist ein Stützpunkt des US Marine Corps in der Nähe von Jacksonville, North Carolina, an der Atlantikküste der Vereinigten Staaten.

## Allgemein
Camp Lejeune ist u. a. der Heimatstandort der II. Marine Expeditionary Force und der 2. US-Marineinfanteriedivision. Im Jahre 2000 betrug die Bevölkerung des umgebenden Onslow County 143.491, wovon 43.100 auf der Basis stationierte Soldaten waren. Die Basis umfasst ein Gebiet von ca. 637 km², und auf ihr befinden sich 6.946 Gebäude. Zudem verfügt Camp Lejeune über ca. 23 km Strandlinie, die es zu einer idealen Umgebung für die Ausbildung in der Amphibischen Kriegführung macht. Zusätzlich machen die zwei nahegelegenen Tiefseehäfen Wilmington und Morehead City die Basis zum Auslaufpunkt für schnelle Truppenverlegungen in die ganze Welt. Die Hauptbasis wird durch fünf kleinere Anlagen ergänzt: Camp Geiger, Stone Bay, Courthouse Bay, Camp Gilbert H. Johnson und die Greater Sandy Run Training Area. Zählt man diese Anlagen und die Marine Corps Air Station Cherry Point mit Camp Lejeune zusammen, ergibt dies die größte Konzentration von Marines und Matrosen der US Navy auf der ganzen Welt.
Auf dem Stützpunkt befindet sich das 1986 eingeweihte Beirut Memorial, ein Ehrenmal für die Opfer des Anschlags auf den Stützpunkt des US Marine Corps am Flughafen Beirut am 23. Oktober 1983.

## Stationierte Einheiten
- II. Marine Expeditionary Force
- US Marine Corps Forces Special Operations Command
- 2nd Marine Division
- 2nd Marine Logistics Group
- 2nd Marine Expeditionary Brigade
- 22nd Marine Expeditionary Unit
- 24th Marine Expeditionary Unit
- 26th Marine Expeditionary Unit
- US Marine Corps Installations East
- US Marine Corps Engineer School
- US Marine Corps School of Infantry
- US Marine Corps Combat Service Support Schools
- Reserve Support Unit
- Naval Hospital Camp Lejeune
- Field Medical Service School
- Special Missions Training Center

## Geschichte
Im April 1941 wurde die Errichtung der Basis auf einer Fläche von ca. 45 km² beschlossen. Am 1. Mai desselben Jahres begann Lieutenant Colonel William P. T. Hill mit der Errichtung der Marine Barracks New River, North Carolina. 1942 wurde die Basis dann zu Ehren des 13. Commandant of the Marine Corps, John A. Lejeune, umbenannt in Camp Lejeune. Eine der umgebenden Einrichtungen der Basis diente vorübergehend als drittes Ausbildungslager neben Parris Island und San Diego.
Zwischen 1942 und 1949 wurden, nachdem US-Präsident Franklin D. Roosevelt am 25. Juni 1941 die Executive Order 8802 unterzeichnet hatte und damit Rassendiskriminierung in den US-Streitkräften verbot, ca. 20.000 Afro-Amerikaner auf der Basis im neu eingerichteten Montford Point zu Marines ausgebildet. Am 26. Juli 1948 erweiterte US-Präsident Harry S. Truman mit der Executive Order 9981 den vorangegangenen Befehl von Roosevelt und setzte so die generelle Gleichbehandlung von Angehörigen aller Rassen und Religionen in den Streitkräften durch. Nach diesem Befehl wurde Montford Point dann in Camp Gilbert H. Johnson umbenannt und beherbergt seitdem die US Marine Corps Combat Service Support Schools.
Heute beherbergt Camp Lejeune neben den Stränden für amphibische Übungen 78 Übungsschussanlagen, 98 Manöverplätze, 540 taktische Landezonen und ein modernes Übungsgelände für den Häuserkampf. Diese Einrichtungen werden von vielen ausländischen Soldaten im Rahmen von bilateralen und NATO-Verträgen genutzt.
Zwischen 1957 und 1987 war das Trinkwasser auf der Basis mit mehr als 70 Chemikalien verseucht; wegen gesundheitlicher Schäden ist ein Rechtsstreit anhängig. Im August 2022 trat der „Honoring our Promise to Address Comprehensive Toxics Act (PACT) of 2022“ in Kraft. Dieses Gesetz ermöglicht es jeder Person, die zwischen 1953 und 1987 mindestens 30 Tage lang kontaminiertem Wasser in Camp Lejeune ausgesetzt war und aufgrund dessen Verletzungen erlitten hat, eine Klage beim Office of the Judge Advocate General of the Navy's Tort Claims Unit einzureichen.
Am 9. April 2014 ereignete sich auf dem Gelände der Marinebasis ein Zwischenfall. Dabei wurde ein Soldat getötet und mehrere Personen verletzt. Der Täter eröffnete mit seinem Dienstgewehr, einem M4-Karabiner, um 17.30 Uhr das Feuer auf seine Kameraden. Der Täter wurde nach der Tat von Sicherheitskräften überwältigt und kam in Gewahrsam. Die Behörden schlossen im Laufe des Tages einen terroristischen Akt aus.